# Jennifer Capriati
Jennifer Maria Capriati (New York, 29 marzo 1976) è un'ex tennista statunitense.
Considerata uno dei migliori talenti della sua generazione, in carriera ha vinto 14 titoli WTA in singolare (tra cui 3 tornei del Grande Slam) e uno in doppio, aggiudicandosi inoltre due volte la Fed Cup con gli Stati Uniti e la medaglia d'oro ai Giochi della XXV Olimpiade di Barcellona nel 1992, a soli 16 anni, battendo tutti i record di precocità.
Nonostante i cattivi rapporti con il padre (com'era già successo ad altre sue colleghe, tra cui Jelena Dokić e Mirjana Lučić-Baroni) e il peso delle aspettative in rapporto alla sua giovane età con la quale debuttò tra le professioniste, riuscì a diventare nº 1 del mondo nel 2001, prima di abbandonare definitivamente l'attività agonistica nel 2004, all'età di 28 anni.
È stata introdotta nell'International Tennis Hall of Fame nel 2012.

## Carriera
Nel 1989 fu la più giovane tennista a vincere i tornei juniores di Roland Garros (record in seguito battuto da Martina Hingis), US Open, l'US Hard Court e l'US Clay Court. Conquista anche l'Astrid Bowl e l'Easter Bowl.

### Primi anni
Statunitense di origini italiane (il padre, Stefano, è di Brindisi), inizia la sua carriera fra i professionisti a 13 anni e 11 mesi al torneo di Boca Raton, mostrando subito un enorme talento. Batte infatti quattro rivali, fra cui Helena Suková e arriva in finale, dove perde dalla Sabatini, diventando così la più giovane finalista della storia del tennis professionistico femminile. Si ripete poche settimane dopo a Hilton Head, sconfitta in finale da Martina Navrátilová. I punti così accumulati le consentono di comparire in classifica direttamente al 24º posto.

Una dodicenne Jennifer Capriati a Milano nel 1988, vincitrice del Torneo Avvenire.

Al Roland Garros diventa la più giovane semifinalista di sempre in un torneo del Grande Slam e sale ancora in classifica, fino al 13º posto, il che le consente di diventare a Wimbledon la più giovane testa di serie di sempre ad appena 14 anni.
A Dorado in Porto Rico vince il suo primo torneo professionistico ed entra fra le prime dieci al mondo (nuovo record di precocità). Partecipa anche al Masters, dove però viene faticosamente sconfitta da Steffi Graf al primo turno.
Vince la Fed Cup con la nazionale USA. L'anno successivo raggiungerà la finale perdendo però dalla Spagna.

### 1991-1995: Il successo e i problemi di droga
Nel 1991 consolida la sua forza nel circuito vincendo due tornei nel singolare, Toronto e San Diego, e uno nel doppio, l'unico della sua carriera, a Roma in coppia con Monica Seles.
Nel 1992 doppia il successo di San Diego e conquista la medaglia d'oro alla XXV Olimpiade a Barcellona, sconfiggendo Steffi Graf in finale. Diventa poi la più giovane giocatrice a superare il milione di dollari di montepremi (record poi battuto da Martina Hingis).

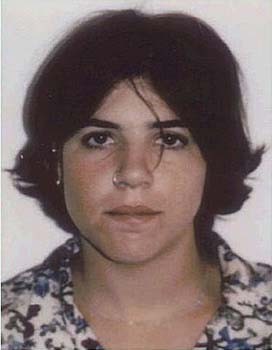
Foto segnaletica di Jennifer Capriati scattata nel 1994, quando fu arrestata per possesso di marijuana

Nel 1993 vince a Sydney, ma qui inizia un declino, prima lento e poi molto netto, della sua carriera, dettato dai cattivi rapporti con il padre e dall'eccessiva precocità dell'impatto con i professionisti. Seguono lunghi intervalli fra un torneo e l'altro, nel 1995 addirittura non gioca e balza alle cronache per i suoi problemi di dipendenza dalla droga, venendo infatti arrestata a 17 anni per scippo e l'anno seguente per possesso di marijuana. È in seguito a fatti come questi che la WTA successivamente istituisce dei regolamenti molto rigidi sui baby-prodigi della racchetta.

### 1996-1999: Il ritorno
Dopo 15 mesi di inattività torna a giocare nel 1996, l'avvio è molto difficoltoso ma riesce a raggiungere la finale di Chicago e la vittoria nella Fed Cup.
Seguono però numerose ricadute, che la respingono ancora indietro in classifica e nella consapevolezza delle proprie possibilità.
Torna al successo solo nel 1999 a Strasburgo, iniziando una vera e propria seconda carriera. Vince la finale anche a Quebec City.

### 2000-2006: Vittorie Slam e infortuni
Il 2000 porta la semifinale all'Australian Open, un risultato che non otteneva nel Grande Slam da 9 anni. Giunge poi un successo al torneo di Lussemburgo e nella Fed Cup.
Il 2001 è il suo anno migliore, con 2 successi nello Slam, Australian Open e Roland Garros, oltre al torneo di Charleston. Il 15 ottobre 2001 conquista per la prima volta anche il vertice della classifica mondiale.
Nel 2002 rivince l'Australian Open, mentre l'ultimo titolo della sua carriera lo conquista l'anno successivo a New Haven. Capriati, numero 1 del ranking solo per tre settimane, raggiungerà ancora la semifinale al Roland Garros del 2004, ed allo US Open dello stesso anno 2004, dopo aver superato Serena Williams ai quarti. Al termine della stagione 2004, lascerà il tennis con 14 titoli all'attivo in singolare e un bilancio vittorie-sconfitte di 430-176.
In seguito viene afflitta da numerosi problemi personali.

### Dopo il ritiro
Nel gennaio 2007 la tennista dichiara, a due anni dall'intervento in artroscopia e a tre dall'ultimo match giocato, di non aver ancora abbandonato la possibilità di ritornare nel circuito, ma nel luglio dello stesso anno, in un'intervista al New York Daily News ammette di soffrire di depressione e di avere pensieri suicidi. Qualche giorno dopo si sottopone al terzo intervento chirurgico alla spalla.
Il 27 giugno 2010 viene ricoverata in seguito ad una richiesta di soccorso per «sovradosaggio accidentale» di un medicinale regolarmente prescritto dal suo medico personale. Il padre ha dichiarato che la tennista si è ripresa bene dall'incidente.
L'11 marzo 2013 la Capriati è tornata a far parlare di sé per una denuncia presentata nei suoi confronti dall'ex compagno, il golfista statunitense Ivan Brannan, che la accusava di averlo picchiato al culmine di una lite. La richiesta di arresto avanzata dalla polizia nei confronti della Capriati non è stata accolta dalla magistratura.

## Statistiche

### Singolare

#### Grande Slam

##### Vinte (3)
| Anno | Torneo              | Avversario in finale | Punteggio       |
| 2001 | Australian Open     | Martina Hingis       | 6–4, 6–3        |
| 2001 | Open di Francia     | Kim Clijsters        | 1–6, 6–4, 12–10 |
| 2002 | Australian Open (2) | Martina Hingis       | 4–6, 7–6, 6–2   |